# Bobby van Jaarsveld
Pieter van Jaarsveld, conocido como Bobby van Jaarsveld (Paarl, 6 de marzo de 1987) es un actor y cantautor sudafricano.

## Biografía
Es el segundo de tres hermanos. Fue su padre quien lo apodó "Bobby".
Interesado por la música desde el instituto, sacó su primer single el último año. Ganó el premio revelación del concurso Huisgenoot en 2006, y en noviembre de ese año lo contrató Theuns Jordaan Productions.
Ha sido además coach de The Voice South Africa.
Tiene dos hijos y una hija con su esposa Annajie, con quienes vive en la actualidad en Ballito.

## Discografía
- Duisend ure, 2007
- Net vir jou, 2009
- Wat geld nie kan koop nie, 2009
- Liefling-klankbaan, 2010
- Genees hierdie land, saam met Tania Strauss, 2010
- Maak 'n wens, 2014
- Die eerste 10 jaar, 2015
- Ken jy Talina?, 2017
- Vat my saam, 2019

## Filmografía
- Liefling – Die Movie, 2010
- As Jy Sing, 2013